# 中華民國陸軍後勤訓練中心
陸軍後勤訓練中心，簡稱後訓中心，是一所隸屬於中華民國陸軍陸軍教育訓練暨準則發展指揮部的軍事訓練學校，無學位或文憑頒授，指揮官少將編階，前身為陸軍後勤學校（簡稱後校）。訓練中心本部位於台灣桃園市平鎮區，另有位於新北市鶯歌區、桃園市八德區的「補運分部」及位於台北市信義區的「技訓分部」。主要培訓中華民國國軍補給、保修、運輸、彈藥、主財、人事行政、後勤管理及軍備管理等技勤專長作業官、士、兵；負責補給、保修、運輸、彈藥等勤務支援部隊訓練標準、程序、方法與操作等之創新、精進、測考，以促進部隊訓練之制式化及補給、保修、運輸、彈藥等勤務支援部隊編裝、準則、技令、書刊、戰技、戰法及軍品之研究發展，期使各單位在「有計畫、有準備、有步驟、有標準」貫徹執行教育任務，提昇技勤基層官士兵素質，使學員生於完訓後能了解未來所擔任職務之「任務」、「角色」、「定位」與「功能」，以達「為戰而訓、為用而訓、戰訓合一」之要求，提昇部隊整體戰力。 
目前，中華民國國防部將技訓分部規劃為「國軍技術職類訓練中心」，且亦為勞動部勞動力發展署合格職訓機構及勞工安全相關訓練機構，並屬於國軍生產工廠生產人力之培訓單位，為國軍軍事院校中唯一可辦理乙級（含）以上專業職類證照之訓練單位，致力推動國軍技職訓練與輔導技能檢定任務。依據「為用而訓，訓、檢、用合一」政策，結合現階段任務，貫徹專業技能訓練、推行技能檢定證照制度、執行軍（士）官正規班教育及落實後勤專長訓練。

## 沿革

### 校本部
- 1917年1月，於湖北漢陽成立「陸軍部漢陽兵工專門學校」。[1]
- 1932年9月，廠校分立，遷校至南京，更名「軍政部兵工專門學校」。
- 1937年，七七事變後遷至湖南株洲。
- 1938年，對日抗戰急遷至四川重慶。
- 1939年12月，更名為「軍政部兵工學校」。
- 1947年，遷至上海吳淞擴編為「兵工學校」。
- 1948年，設兵工、化學兵與軍官訓練班，將原軍用文人身分正式成立軍制「兵工」官科。
- 1949年，播遷臺灣省花蓮縣。
- 1952年，移駐臺北市大安區龍門里新生南路。
- 1955年，改隸「陸軍供應司令部」。[1]
- 1962年9月，「兵工學校」校院分制，「兵工工程學院」分編成為「陸軍理工學院」，直屬於陸軍總部，並以新生南路三段原校舍為該院院址；初級技術人員訓練班、兵工勤務班、化學兵專修班及軍械人員訓練班等班隊隨「兵工學校」遷往臺北市中正區信義路一段。[2]
- 1968年6月26日，進駐桃園縣平鎮市山仔頂漢陽營區現址。[1]
- 1979年，改隸「陸軍後勤司令部兵工署」。
- 1994年1月1日，併編「運輸兵學校」與工、通、化校補保及經理班隊，改名「陸軍後勤學校」，直隸「陸軍後勤司令部」。[1][3]
- 1996年8月1日，與「衛生勤務學校」合併。[1][4]
- 2002年，土城分部搬遷臺北縣鶯歌鎮（今新北市鶯歌區）岳崙營區（補給）、桃園縣八德市（今桃園市八德區）育勤營區（運輸），改稱「補運分部」。[3]
- 2004年，士林分部搬遷桃園縣龜山鄉（今桃園市龜山區）慧敏營區，改稱「衛勤分部」。[4]
- 2005年1月1日，移編國防部聯合後勤司令部，更名「聯合後勤學校」。
- 2012年1月1日，納編「國防部軍備局生產製造中心技術訓練中心」。
- 2013年1月1日，復隸陸軍，復名「陸軍後勤學校」。[5]
- 2014年4月1日，更銜為「陸軍後勤訓練中心」。[6][7]
- 2023年10月，「陸軍後勤訓練中心」移編教育訓練暨準則發展指揮部[8]

### 補運分部
- 1933年6月1日，「陸軍輜重兵學校」於南京成立籌備處，7月15日正式成立。[3]
- 1935年10月與「交通兵學校」合併，改為「陸軍交輜學校」，設交通、輜重兩科。[3]
- 1938年6月，奉令將交通、輜重兩科劃分各設專校，乃恢復為「陸軍輜重兵學校」
- 1947年10月，為配合軍事改組之需要，成立「運輸學校」於漢口。
- 1952年11月1日，在臺北市松山區復校，改稱「陸軍運輸學校」。[3]
- 1955年6月遷校至臺北縣土城市頂埔營區。
- 1955年9月1日國軍後勤系統更制，陸軍供應司令部成立，奉命改隸。
- 1994年1月1日，因陸軍「精實後勤體制案」，與「兵工學校」併編為「陸軍後勤學校」，改稱「後勤學校土城分部」。[3]
- 2002年，土城分部搬遷至臺北縣鶯歌鎮岳崙營區（補給）、桃園縣八德市育勤營區（運輸），改稱「補運分部」。
- 2005年1月1日移編國防部聯合後勤司令部，正式更名為「聯合後勤學校補運分部」。[4]
- 2013年1月1日，配合後勤學校改隸陸軍，更名「陸軍後勤學校補運分部」。[5][3]
- 2014年4月1日，更銜為「陸軍後勤訓練中心補運分部」。

### 衛勤分部
- 1949年國防醫學院遷台後，假台北縣新店鎮清風園興辦「軍醫訓練班」。 [9][4]
- 1950年遷台北市士林區芝山岩繼續辦理。
- 1951年奉國防部核准將國防醫學院軍事醫學系下轄之「衛生勤務學組」改組為「衛生勤務學系」，負責辦理召集教育。[4]
- 1952年奉國防部核准，就國防醫學院編制內正式增設「衛勤業務訓練班」。
- 1957年7月1日，「陸軍衛生勤務學校」由國防醫學院「衛勤業務訓練班」、「衛生勤務學系」及「示範隊」等單位為基礎，改組擴編成立於台北市士林區芝山岩。
- 1969年4月，因國軍編併技勤學校政策，陸軍衛生勤務學校乃編併國防醫學院，改稱為「國防醫學院衛生勤務訓練中心」。
- 1979年12月1日奉國防部核定復校，改隸陸軍。
- 1980年5月1日由台北市士林區芝山岩遷校至桃園縣龍潭鄉九龍村健行營區。
- 1983年4月1日遷至台北市士林區外雙溪力行營區。
- 1996年8月1日依國軍軍事院校精簡案，併入陸軍後勤學校，改稱「陸軍後勤學校士林分部」。[4]
- 2004年底由士林遷校至桃園縣龜山鄉慧敏營區。
- 2005年1月1日移編國防部聯合後勤司令部，正式更名為「聯合後勤學校衛勤分部」。[4]
- 2013年1月1日，配合後勤學校改隸陸軍，更名「陸軍後勤學校衛勤分部」。[5][4]
- 2014年4月1日，更銜為「陸軍後勤訓練中心衛勤分部」。
- 2015年5月15日，移編國防醫學院，更銜為「國防醫學院衛勤訓練中心」（簡稱「衛訓中心」），並遷移至台北市內湖區康寧營區。[10]

### 技訓分部
- 1964年11月，遵奉故總統蔣經國於國防部長任內「加強培養技工幹部，積極發展兵工生產」指示，成立「聯勤技工學校」，招訓評價雇用技術生。
- 1973年11月，改編為「聯勤兵工技術學校」。
- 1980年5月遷至台北市信義區光育營區現址。
- 1989年7月配合兵工廠改制，招訓技勤常備士官。
- 1996年7月遵奉國防部精簡國軍軍事院校政策，改編為「聯勤技術訓練中心」。
- 2003年10月移編軍備局生產製造中心，更名為「國防部軍備局生產製造中心技術訓練中心」，惟單位任務功能仍維持國軍軍事院校屬性不變。
- 2012年1月1日，配合「精粹案」組織調整，移編國防部聯合後勤司令部聯合後勤學校，更名為「聯合後勤學校技術訓練中心」。
- 2013年1月1日，配合後勤學校改隸陸軍，更名「陸軍後勤學校技術訓練中心」。[5]
- 2014年4月1日，更銜為「陸軍後勤訓練中心技訓分部」。

## 外部連結
- 陸軍後勤學校
- 聯合後勤學校組織規程